# Pendennis
Pendennis è un romanzo del 1850 dello scrittore britannico William Makepeace Thackeray.

## Contenuti
Scritto intorno all'età di quarant'anni in un momento critico della sua vita a causa del recente internamento della moglie in manicomio e al profondo innamoramento per la consorte del suo miglior amico, questo di Thackeray è un lungo romanzo autobiografico di epoca vittoriana dagli sfumati contorni onirici, in cui memoria e rimpianti, desideri e frustrazioni, si intrecciano e si confondono. Immergendosi nel ricordo di se stesso da giovane, Thackeray crea il suo alter ego, il protagonista della storia Arthur Pendennis.

## Edizioni
- William Makepeace Thackeray, Pendennis, trad. di O. Crosio, Milano, Frassinelli, 2004, ISBN 9788876848063